# Daniele Bresciani

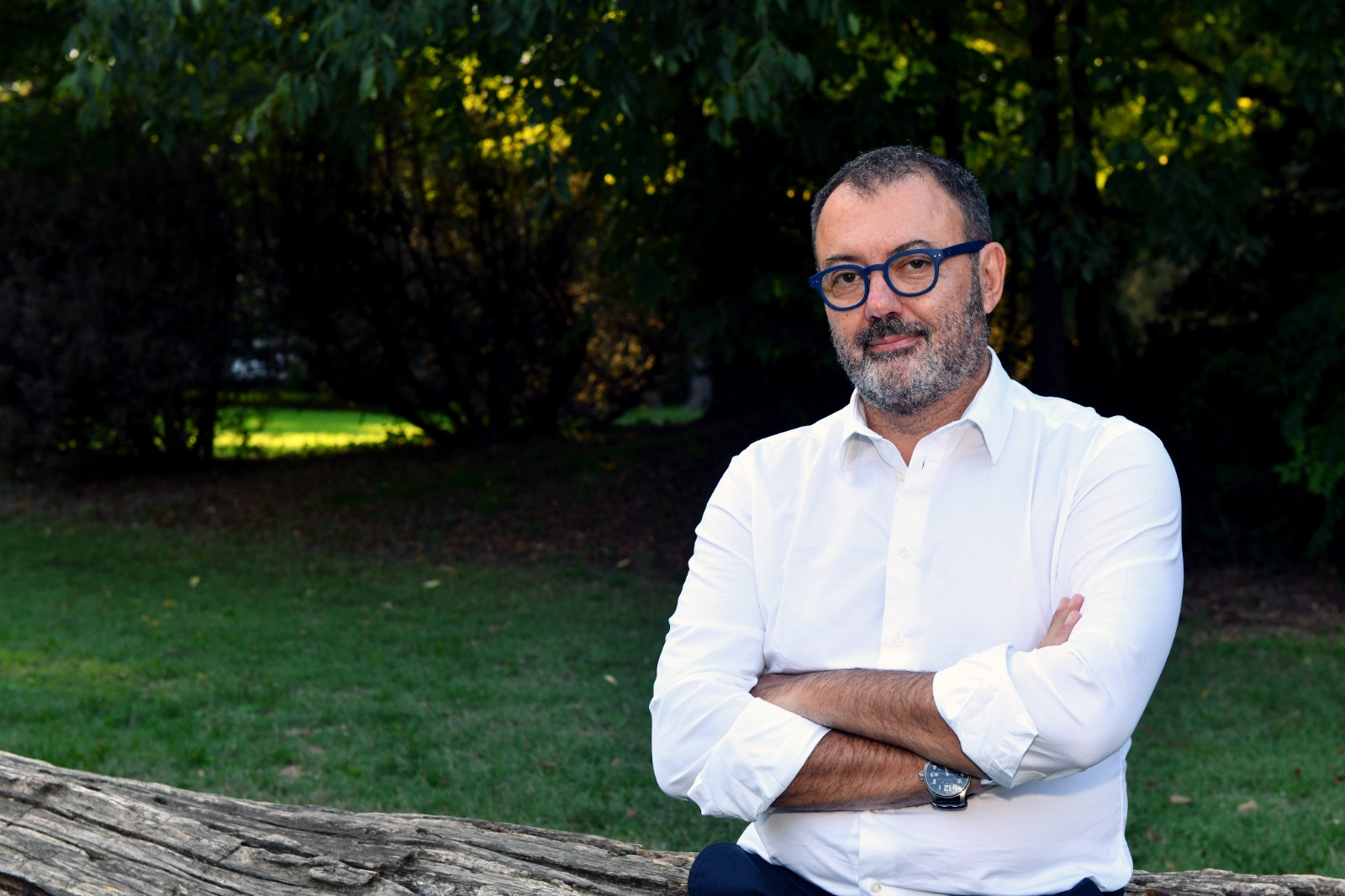
Daniele Bresciani, scrittore e giornalista italiano

Daniele Bresciani (Milano, 21 marzo 1962) è uno scrittore italiano.

## Biografia
A Milano compie i suoi studi, maturità scientifica e laurea in Lettere moderne all’Università Statale. Già durante gli anni dell’università inizia a collaborare con alcune testate musicali e sportive: Boy Music (Rizzoli), Tutto musica e spettacolo (mensile del settimanale TV Sorrisi e Canzoni) e La Gazzetta dello Sport.
Nell’ottobre 1989 viene assunto come praticante al settimanale Amore (Rizzoli), diretto da Myrtis Barbieri, ma il giornale ha vita breve e viene chiuso nel giugno 1990. Così passa, sempre all’interno della Rizzoli, a Novella 2000, diretto da Guido Carretto.
Nel settembre 1991 diventa giornalista professionista.
Tra il 1992 e il 1994 trascorre un periodo a Londra, collaborando con il quotidiano The Guardian e con il settimanale The Sunday Times Magazine.
Resta al settimanale diretto da Guido Carretto fino al giugno 1995, quando viene assunto alla Gazzetta dello Sport, sotto la direzione di Candido Cannavò. Dopo qualche mese al quotidiano viene coinvolto nel lancio della Gazzetta dello Sport Magazine, il settimanale della rosea, affidato a Elio Trifari. Nel 2000 viene promosso caposervizio e il Magazine cambia nome: diventa Sportweek.
Nel luglio 2003 viene assunto come caporedattore centrale del settimanale Vanity Fair (Condé Nast) che viene lanciato nell’ottobre successivo. Nel gennaio 2004 diventa vicedirettore vicario, fino all’ottobre 2012, quando lascia il giornale.
Nel marzo 2013 esce il suo primo romanzo, Ti volevo dire, pubblicato da Rizzoli. Una storia di un padre e di una figlia su due piani temporali diversi. Il libro viene accolto con favore dalla critica e vince il premio Rhegium Julii, il premio Cultura Mediterranea-Fondazione Carical, il premio Città di Rieti a pari merito con Non volare via di Sara Rattaro. Il libro viene pubblicato in BUR nel 2014 e nel 2015 esce in Germania con il titolo  Ein Jahr wie dieses (Heyne), tradotto da Bruno Genzler.
Sempre nel marzo 2013 viene assunto come vicedirettore del settimanale Grazia. Vi rimane fino al marzo 2014.
Nel settembre 2014, viene assunto dalla Ferrari a Maranello, nella direzione comunicazione, per occuparsi dei contenuti del sito ferrari.com, dei canali social e di The Official Ferrari Magazine.
Nel settembre 2017 pubblica il suo secondo romanzo, Nessuna notizia dello scrittore scomparso (Garzanti). Si tratta di un giallo ambientato nella redazione di un giornale.
Nel febbraio 2020 pubblica Anime trasparenti (Garzanti), la prima indagine dell’ispettore Dario Miranda. Si tratta di un noir ambientato a Milano.
Il 29 giugno 2022 pubblica Testimone la notte (Bompiani), una nuova avventura dell’ispettore Miranda che questa volta parte dal Parco delle cave, nella periferia occidentale milanese. 
Nel 2023 scrive assieme a Gino Paoli Cosa farò da grande. I miei primi 90 anni, autobiografia del cantautore che viene pubblicata da Bompiani nell’ottobre dello stesso anno.
Il 19 marzo 2025 esce il terzo romanzo che ha come protagonista l’ispettore Miranda: La lince sa aspettare (Bompiani), un’indagine ambientata a Milano nell’estate 2021.
Vive tra Milano e Modena, dove lavora per la Ferrari. Negli ultimi anni ha scritto di libri per Il Messaggero e attualmente collabora con la testata online Tortuga Magazine.

## Opere

### Romanzi
- Ti volevo dire, Rizzoli, 2013, ISBN 978-88-170-7549-7
- Nessuna notizia dello scrittore scomparso, Garzanti, 2017, ISBN 978-88-116-7261-6

#### Serie dell'ispettore Miranda
- Anime trasparenti, Garzanti, 2020, ISBN 978-88-116-0999-5
- Testimone la notte, Bompiani, 2022, ISBN 978-88-301-1025-0
- La lince sa aspettare, Bompiani, 2025, ISBN 978-88-301-0786-1

### Biografie
- Cosa farò da grande. I miei primi 90 anni. Con Gino Paoli, Bompiani, 2023, ISBN 978-88-301-0783-0